# Lydella grisescens
Lydella grisescens là một loài ruồi trong họ Tachinidae.